# Cwmann
Cwmann är en by i Carmarthenshire i Wales. Byn är belägen 92,8 km 
från Cardiff. Orten har 921 invånare (2016).